# Serkan Yapıcılar
Serkan Mustafa Yapıcılar (* 11. August 1986 in Ankara) ist ein ehemaliger türkischer Eishockeyspieler, der den Großteil seiner Karriere beim Kocaeli Büyükşehir Belediyesi Kağıt SK unter Vertrag stand und mit dem Klub 2007 türkischer Meister wurde.

## Karriere
Serkan Yapıcılar begann seine Karriere als Eishockeyspieler beim İzmir Büyükşehir Belediyesi SK, für dessen erste Mannschaft er in der Saison 2002/03 sein Debüt in der türkischen Superliga gab. 2006 wechselte der Torhüter zum Kocaeli Büyükşehir Belediyesi Kağıt SK, mit dem er 2007 türkischer Meister wurde. In der Saison 2008/09 lief er für den Başkent Yıldızları SK auf. Anschließend kehrte er zu Kocaeli zurück, wo er 2010 seine Karriere im Alter von nur 24 Jahren beendete.

### International
Für die Türkei nahm Yapıcılar im Juniorenbereich an den U18-Weltmeisterschaften 2002, 2003 und 2004 sowie den U20-Weltmeisterschaften 2003, 2004, 2005 und 2006 jeweils in der Division III teil.
Im Seniorenbereich stand er im Aufgebot seines Landes bei den Weltmeisterschaften der Division III  2003, 2004, 2006, 2008 und 2009 sowie bei den Weltmeisterschaften der Division II 2005, 2007 und 2010.

## Erfolge und Auszeichnungen
- 2004 Aufstieg in die Division II bei der Weltmeisterschaft der Division III
- 2006 Aufstieg in die Division II bei der Weltmeisterschaft der Division III
- 2007 Türkischer Meister mit dem Kocaeli Büyükşehir Belediyesi Kağıt SK
- 2009 Aufstieg in die Division II bei der Weltmeisterschaft der Division III